# Savana Styles
Savana Styles (Chicoutimi, Quebec; 26 de diciembre de 1982) es una actriz pornográfica, modelo erótica y cineasta canadiense.

## Biografía
Savana Styles, nombre artístico de Priscilla Bonneau, nació a finales de 1982 en la ciudad de Chicoutimi, actualmente distrito de la villa de Saguenay, en la provincia canadiense de Quebec. Tras cumplir los 18 años ingresó en la Universidad de Montreal, donde se licenció en Enfermería, carrera que ejerció durante cinco años. Después de ese tiempo abandonó su profesión y comenzó a trabajar como modelo erótica para distintas marcas canadienses.
En un viaje a la AVN Adult Entertainment Expo de Las Vegas conoció al actor pornográfico Lexington Steele, con quien comenzó una relación sentimental que terminó con el matrimonio entre ambos en febrero de 2016. Fue el propio Lexington Steele quien promocionó su entrada en la industria pornográfica y grabó alguna de sus primeras escenas. Debutó como actriz en 2015, con 33 años. Al igual que otras tantas actrices que comenzaron con más de treinta años en la industria, por su físico, edad y atributos fue etiquetada como una actriz MILF.
Como actriz ha trabajado para productoras como Reality Kings, Wicked Pictures, Evil Angel, Girlfriends Films, Elegant Angel, Devil's Film, Brazzers, Lethal Hardcore, Jules Jordan Video, Burning Angel, Archangel, Spizoo o Digital Sin, entre otras.
En 2016 grabó su primera escena de sexo anal en la película Ready For Anal 2 con el actor Mike Adriano. Un año más tarde rodó su primera escena de doble penetración anal, con Markus Dupree y Mick Blue, en Riders, película por la que obtuvo en 2018 una nominación en los Premios AVN en la categoría de Mejor escena de doble penetración.
Además de actriz, ha trabajado también como directora, rodando 5 películas, todas ellas coprotagonizada por Savana, para la productora de su marido, Lexington Steele Media Group, como por ejemplo Interracial Playground, Orgy Heroes, Pornstars of WreXXXling POW o Verboten: Forbidden Taboos.
Ha rodado más de 280 películas como actriz.
Algunas películas suyas son Anal Craving MILFs 2, Booty Lust, Couples Seek Third 7, Hired Hands, Cheating Wives, Interracial Affair 5, Kittens and Cougars 12, Lesbian Anal Trainers, MILF Money, On My Knees, POV Mania 9, Squirt Monsters o White Booty 2.

## Premios y nominaciones
| Año  | Ceremonia         | Resultado | Premio                            | Trabajo |
| ---- | ----------------- | --------- | --------------------------------- | ------- |
| 2016 | Premios AVN       | Nominada  | Premio fan: Culo más épico        | —       |
| 2017 | Premios AVN       | Nominada  | Premio fan: Culo más épico        | —       |
| 2018 | Premios AVN       | Nominada  | Mejor escena de doble penetración | Riders  |
| 2018 | Spank Bank Awards | Nominada  | Boobalicious Babe of the Year     | —       |
| 2018 | Spank Bank Awards | Nominada  | Most Volumptous Vixen             | —       |
| 2018 | Spank Bank Awards | Nominada  | Ravishing Redhead of the Year     | —       |
| 2019 | Spank Bank Awards | Nominada  | Size Queen                        | —       |
| 2019 | Spank Bank Awards | Nominada  | Tastiest Tall Drink of Water      | —       |